# فريدريك أندرسون
فريدريك أندرسون (بالسويدية: Fredrik Andersson)‏ (25 أكتوبر 1988 السويد - ) هو لاعب كرة قدم سويدي يلعب كحارس مرمى.

## روابط خارجية
- فريدريك أندرسون على موقع اتحاد السويد (السويدية)
- فريدريك أندرسون على موقع قاعدة بيانات كرة القدم.إي يو (الإنجليزية)
- فريدريك أندرسون على موقع Soccerway.com (الإنجليزية)
- فريدريك أندرسون على موقع AS.com (الإسبانية)